# Malgassogomphus robinsoni
Malgassogomphus robinsoni är en trollsländeart som beskrevs av Cammaerts 1987. Malgassogomphus robinsoni ingår i släktet Malgassogomphus och familjen flodtrollsländor. Inga underarter finns listade i Catalogue of Life.